# Gare d’Anthéor-Cap-Roux
Gare d’Anthéor-Cap-Roux vasútállomás Franciaországban, Saint-Raphaël településen.

## Vasútvonalak
Az állomást az alábbi vasútvonalak érintik:
- Marseille–Ventimiglia-vasútvonal

## Kapcsolódó állomások
A vasútállomáshoz az alábbi állomások vannak a legközelebb:
- Gare du Trayas
- Gare d’Agay